# Otto Klötzer
Otto Klötzer (* 2. Juli 1914 in Wirsberg; † 22. Mai 1976 in Nürnberg) war ein deutscher Jurist und Politiker (GB/BHE, GDP).

## Leben und Beruf
Nach dem Abitur 1933 am Deutschen Staatsrealgymnasium in Asch nahm Klötzer ein Studium der Rechts- und Staatswissenschaften an der Karls-Universität Prag auf, das er mit beiden juristischen Staatsexamen sowie der Promotion zum Dr. jur. beendete. Anschließend arbeitete er als Rechtsanwalt in einer Kanzlei in Asch. Daneben beteiligte er sich am Volkstumskampf im Sudetenland und war Mitarbeiter der sudetendeutschen Zeitungen Die Rundschau und Die Zeit. Von 1939 bis 1945 nahm er als Soldat am Zweiten Weltkrieg teil. Während des Krieges wurde er der West- und Ostfront eingesetzt und fünfmal verwundet.
Nach dem Kriegsende wurde Klötzer 1945 aus dem Sudetenland ausgewiesen, siedelte als Heimatvertriebener nach Bayern über und betätigte sich dort in Vertriebenenorganisationen. Seit 1946 war er Flüchtlingskommissar für die Region Kulmbach-Stadt und -Land. Ab 1947 war er als Mitarbeiter in einer Rechtsanwaltskanzlei in Kulmbach tätig.

## Partei
Klötzer hatte sich dem GB/BHE angeschlossen und war Bezirksvorsitzender der Partei in Oberfranken. Seit 1961 war er Mitglied der GDP.

## Abgeordneter
Klötzer war Mitglied des Kreistages Kulmbach und dort seit 1952 Vorsitzender der GB/BHE-Fraktion. Dem Deutschen Bundestag gehörte er von 1953 bis 1957 an. Er war über die Landesliste Bayern ins Parlament eingezogen. Vom 15. März 1955 an war er Parlamentarischer Geschäftsführer der GB/BHE-Fraktion und seit dem 12. Dezember 1956 stellvertretender Vorsitzender des Bundestagsausschusses für den Lastenausgleich.
| Personendaten    | Personendaten                                     |
| ---------------- | ------------------------------------------------- |
| NAME             | Klötzer, Otto                                     |
| KURZBESCHREIBUNG | deutscher Jurist und Politiker (GB/BHE, GDP), MdB |
| GEBURTSDATUM     | 2. Juli 1914                                      |
| GEBURTSORT       | Wirsberg                                          |
| STERBEDATUM      | 22. Mai 1976                                      |
| STERBEORT        | Nürnberg                                          |